# Ulrica Luisa di Solms-Braunfels
Ulrica Luisa di Solms-Braunfels (Hungen, 1º maggio 1731 – Homburg vor der Höhe, 12 settembre 1792) fu una contessa di Solms-Braunfels e dal 1751 al 1766 reggente del langraviato d'Assia-Homburg.

## Biografia
Era figlia del principe Federico Guglielmo di Solms-Braunfels (1696–1761), e della sua seconda moglie Sofia Maddalena (1701–1744), figlia del conte Ottone di Solms-Laubach.
Sposò ad Hungen, il 10 ottobre 1746, il langravio Federico IV d'Assia-Homburg (1724–1751). Poco dopo il matrimonio le truppe dell'Assia-Darmstadt invasero il langraviato, impadronendosi del territorio, della città di Homburg e del suo stesso castello.
Dopo la morte del marito, assunse con il consenso imperiale, il titolo di reggente per conto del figlio, all'epoca di tre anni; dal 1766 divise la carica con il langravio Luigi VIII d'Assia-Darmstadt. Garantì al figlio un'eccellente educazione, e riuscì a preservare la sovranità dell'Assia-Homburg, concludendo a tal scopo il matrimonio tra suo figlio e la primogenita di Luigi IX d'Assia-Darmstadt.

### Figli
- Federico V Luigi (1748–1820), langravio d'Assia-Homburg sposò nel 1768 la principessa Carolina d'Assia-Darmstadt (1746–1821)
- Maria Cristina (1748–1750)

## Ascendenza
|                                                     |                                                       |                                                          | Genitori                                                    |  |  | Nonni |  |  | Bisnonni                                   |  |  | Trisnonni                                |  |
|                                                     |                                                       |                                                          |                                                             |  |  |       |  |  | Wilhelm II, II conte di Solms-Greifenstein |  |  | Wilhelm I, I conte di Solms-Greifenstein |  |
|                                                     |                                                       |                                                          |                                                             |  |  |       |  |  | Wilhelm II, II conte di Solms-Greifenstein |  |  | Wilhelm I, I conte di Solms-Greifenstein |  |
|                                                     |                                                       | contessa Amalia von Nassau-Dillenburg                    |                                                             |  |  |       |  |  | Wilhelm II, II conte di Solms-Greifenstein |  |  |                                          |  |
| Wilhelm Moritz, III conte di Solms-Greifenstein     |                                                       |                                                          |                                                             |  |  |       |  |  | Wilhelm II, II conte di Solms-Greifenstein |  |  |                                          |  |
|                                                     |                                                       | contessa Johannetta Sibylla zu Solms-Hohensolms-Lich     | Philipp Reinhard I, I conte di Solms-Hohensolms-Lich        |  |  |       |  |  |                                            |  |  |                                          |  |
|                                                     |                                                       | contessa Johannetta Sibylla zu Solms-Hohensolms-Lich     | Philipp Reinhard I, I conte di Solms-Hohensolms-Lich        |  |  |       |  |  |                                            |  |  |                                          |  |
|                                                     |                                                       | contessa Johannetta Sibylla zu Solms-Hohensolms-Lich     | contessa Elisabeth zu Wied                                  |  |  |       |  |  |                                            |  |  |                                          |  |
| Friedrich Wilhelm, I principe di Solms-Braunfels    |                                                       | contessa Johannetta Sibylla zu Solms-Hohensolms-Lich     |                                                             |  |  |       |  |  |                                            |  |  |                                          |  |
|                                                     |                                                       | Wilhelm Christoph, II langravio d'Assia-Homburg          | Friedrich I, I langravio d'Assia-Homburg                    |  |  |       |  |  |                                            |  |  |                                          |  |
|                                                     |                                                       | Wilhelm Christoph, II langravio d'Assia-Homburg          | Friedrich I, I langravio d'Assia-Homburg                    |  |  |       |  |  |                                            |  |  |                                          |  |
|                                                     |                                                       | Wilhelm Christoph, II langravio d'Assia-Homburg          | contessa Margarete Elisabeth von Leiningen-Westerburg       |  |  |       |  |  |                                            |  |  |                                          |  |
| langravia Magdalene Sophie von Hessen-Homburg       |                                                       | Wilhelm Christoph, II langravio d'Assia-Homburg          |                                                             |  |  |       |  |  |                                            |  |  |                                          |  |
|                                                     |                                                       | langravia Sofie Eleonore von Hessen-Darmstadt            | Georg II, IV langravia d'Assia-Darmstadt                    |  |  |       |  |  |                                            |  |  |                                          |  |
|                                                     |                                                       | langravia Sofie Eleonore von Hessen-Darmstadt            | Georg II, IV langravia d'Assia-Darmstadt                    |  |  |       |  |  |                                            |  |  |                                          |  |
|                                                     |                                                       | langravia Sofie Eleonore von Hessen-Darmstadt            | principessa Sophie Eleonore von Sachsen                     |  |  |       |  |  |                                            |  |  |                                          |  |
| principessa Ulrike Luise zu Solms-Braunfels         |                                                       | langravia Sofie Eleonore von Hessen-Darmstadt            |                                                             |  |  |       |  |  |                                            |  |  |                                          |  |
|                                                     | Johann Friedrich, II conte zu Solms-Baruth-Wildenfels | Johann Georg II, I conte zu Solms-Baruth-Wildenfels      |                                                             |  |  |       |  |  |                                            |  |  |                                          |  |
|                                                     | Johann Friedrich, II conte zu Solms-Baruth-Wildenfels | Johann Georg II, I conte zu Solms-Baruth-Wildenfels      |                                                             |  |  |       |  |  |                                            |  |  |                                          |  |
|                                                     | Johann Friedrich, II conte zu Solms-Baruth-Wildenfels | contessa Anna Maria zu Erbach-Fürstenau                  |                                                             |  |  |       |  |  |                                            |  |  |                                          |  |
| Karl Otto, I conte di Solms-Utphe                   | Johann Friedrich, II conte zu Solms-Baruth-Wildenfels |                                                          |                                                             |  |  |       |  |  |                                            |  |  |                                          |  |
|                                                     |                                                       | contessa Benigna von Promnitz                            | Siegmund Seyfried von Promnitz, IV principe di Pleß         |  |  |       |  |  |                                            |  |  |                                          |  |
|                                                     |                                                       | contessa Benigna von Promnitz                            | Siegmund Seyfried von Promnitz, IV principe di Pleß         |  |  |       |  |  |                                            |  |  |                                          |  |
|                                                     |                                                       | contessa Benigna von Promnitz                            | contessa Katharina Elisabeth von Schönburg-Lichtenstein     |  |  |       |  |  |                                            |  |  |                                          |  |
| contessa Sophia Magdalena Benigna zu Solms-Utphe    |                                                       | contessa Benigna von Promnitz                            |                                                             |  |  |       |  |  |                                            |  |  |                                          |  |
|                                                     |                                                       | Otto Ludwig, I conte di Schönburg-Waldenburg-Hartenstein | Otto Albrecht, I barone di Schönburg-Waldenburg-Hartenstein |  |  |       |  |  |                                            |  |  |                                          |  |
|                                                     |                                                       | Otto Ludwig, I conte di Schönburg-Waldenburg-Hartenstein | Otto Albrecht, I barone di Schönburg-Waldenburg-Hartenstein |  |  |       |  |  |                                            |  |  |                                          |  |
|                                                     |                                                       | Otto Ludwig, I conte di Schönburg-Waldenburg-Hartenstein | contessa Ernestine zu Reuß-Gera                             |  |  |       |  |  |                                            |  |  |                                          |  |
| contessa Luise von Schönburg-Waldenburg-Hartenstein |                                                       | Otto Ludwig, I conte di Schönburg-Waldenburg-Hartenstein |                                                             |  |  |       |  |  |                                            |  |  |                                          |  |
|                                                     |                                                       | contessa Sophie Magdalene von Leiningen-Westerburg       | Georg Wilhelm, V conte di Leiningen-Westerburg              |  |  |       |  |  |                                            |  |  |                                          |  |
|                                                     |                                                       | contessa Sophie Magdalene von Leiningen-Westerburg       | Georg Wilhelm, V conte di Leiningen-Westerburg              |  |  |       |  |  |                                            |  |  |                                          |  |
|                                                     |                                                       | contessa Sophie Magdalene von Leiningen-Westerburg       | contessa Sofia Elisabeth zur Lippe-Detmold                  |  |  |       |  |  |                                            |  |  |                                          |  |
|                                                     |                                                       | contessa Sophie Magdalene von Leiningen-Westerburg       |                                                             |  |  |       |  |  |                                            |  |  |                                          |  |